# 퀴디치의 역사
《퀴디치의 역사(Quidditch Through the Ages)》는 조앤 롤링이 2001년에 발간한 책이다. 이 책은 해리포터 스쿨북 시리즈의 첫 번째 시리즈이다.